# Reparações da Primeira Guerra Mundial
Após a sua derrota na Primeira Guerra Mundial, as Potências Centrais concordaram em pagar reparações de guerra às Potências Aliadas. Cada potência derrotada era obrigada a fazer pagamentos em dinheiro ou em espécie. Devido à situação financeira na Áustria, Hungria e Turquia após a guerra, poucas ou nenhuma reparação foram pagas e os requisitos para reparações foram cancelados. A Bulgária, tendo pago apenas uma fração do que era necessário, viu o seu valor de reparação reduzido e depois cancelado. Os historiadores reconheceram a exigência alemã de pagar reparações como o "principal campo de batalha da era pós-guerra" e "o foco da luta pelo poder entre a França e a Alemanha sobre se o Tratado de Versalhes deveria ser aplicado ou revisto".
O Tratado de Versalhes (assinado em 1919) e a Tabela de Pagamentos de Londres de 1921 exigiam que as Potências Centrais pagassem 132 mil milhões de marcos de ouro (US$33 mil milhões na época) em reparações para cobrir danos civis causados durante a guerra. Este valor foi dividido em três categorias de títulos: A, B e C. Destes, a Alemanha foi obrigada a pagar títulos 'A' e 'B' totalizando 50 mil milhões de marcos (US$12,5 mil milhões) incondicionalmente. O pagamento dos títulos 'C' restantes era isento de juros e sem nenhum cronograma específico de pagamento, dependendo da capacidade de pagamento da República de Weimar, conforme seria avaliado em algum momento futuro por um comité Aliado.
Devido à falta de pagamentos de reparação pela Alemanha, a França ocupou o Ruhr em 1923 para impor os pagamentos, causando uma crise internacional que resultou na implementação do Plano Dawes em 1924. Este plano delineou um novo método de pagamento e levantou empréstimos internacionais para ajudar a Alemanha a cumprir os seus compromissos de reparação. Apesar disso, em 1928 a Alemanha apelou a um novo plano de pagamento, resultando no Plano Young que estabeleceu os requisitos de reparação alemães em 112 mil milhões de marcos (US$26,3 mil milhões) e criou um cronograma de pagamentos que permitiria à Alemanha concluir os pagamentos até 1988. Como resultado do severo impacto da Grande Depressão na economia alemã, as reparações foram suspensas por um ano em 1931 e, após o fracasso na implementação do acordo alcançado na Conferência de Lausanne de 1932, nenhum pagamento adicional de reparações foi feito. Entre 1919 e 1932, a Alemanha pagou menos de 21 mil milhões de marcos em reparações, financiadas principalmente por empréstimos estrangeiros que Adolf Hitler renegou em 1933.
Muitos alemães viam as reparações como uma humilhação nacional; o governo alemão trabalhou para minar a validade do Tratado de Versalhes e a exigência de pagamento. O economista britânico John Maynard Keynes chamou o tratado de uma paz cartaginesa que destruiria economicamente a Alemanha. Os seus argumentos tiveram um efeito profundo em historiadores, políticos e no público em geral. O consenso dos historiadores contemporâneos é que as reparações não eram tão intoleráveis quanto os alemães ou Keynes sugeriram e estavam dentro da capacidade da Alemanha de pagar se houvesse vontade política para fazê-lo.
As reparações desempenharam um papel significativo na propaganda nazi e, após chegar ao poder em 1933, Hitler interrompeu o pagamento de reparações, embora a Alemanha ainda pagasse juros aos detentores de títulos de reparação até 1939. Após a Segunda Guerra Mundial, a Alemanha Ocidental assumiu os pagamentos. O Acordo de Londres de 1953 sobre as Dívidas Externas Alemãs resultou em um acordo para pagar 50% do saldo restante. O pagamento final foi feito em 3 de outubro de 2010, liquidando dívidas de empréstimos alemães relacionadas a reparações.

## Contexto

### Curso da guerra

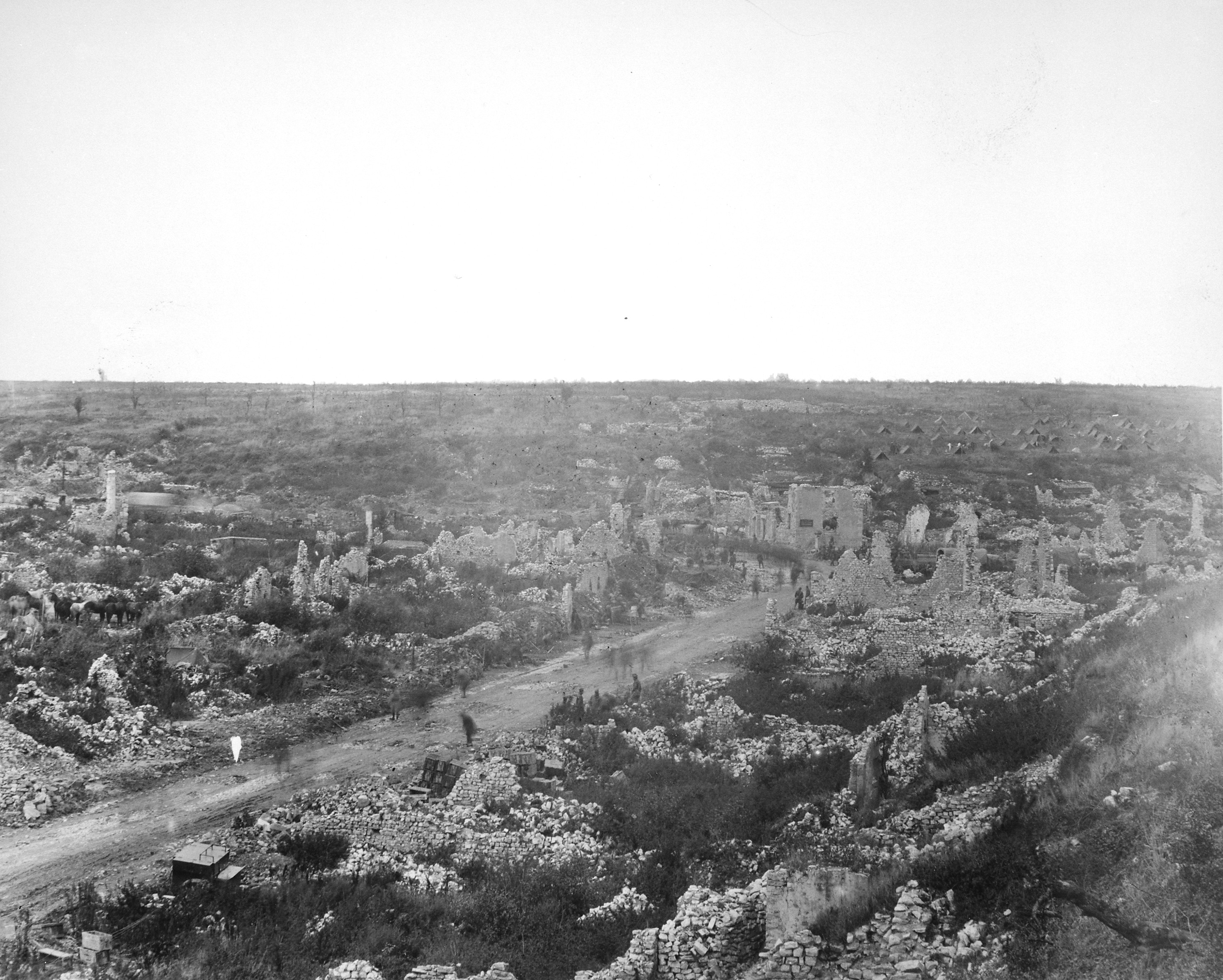
Avocourt, 1918, uma das muitas aldeias francesas destruídas onde a reconstrução seria financiada por reparações.

Em 1914, após o assassinato do arquiduque Franz-Ferdinand por um nacionalista sérvio, a Primeira Guerra Mundial eclodiu, com a Áustria-Hungria declarando guerra à Sérvia, e a Alemanha declarando guerra e invadindo a França e a Bélgica. Durante os quatro anos seguintes, os combates ocorreram na Europa, no Médio Oriente, em África e na Ásia. Em 8 de janeiro de 1918, o presidente dos Estados Unidos, Woodrow Wilson, emitiu uma declaração que ficou conhecida como os Quatorze Pontos. Em parte, este discurso apelou à retirada da Alemanha do território que ocupava e à formação de uma Liga das Nações. Durante o quarto trimestre de 1918, as Potências Centrais começaram a entrar em colapso. Em particular, a Áustria-Hungria entrou em colapso, colocando o sul da Alemanha em risco de invasão, a Turquia rendeu-se, libertando as tropas aliadas para ações noutros locais, o exército alemão foi decisivamente derrotado na Frente Ocidental e a marinha alemã amotinou-se, tudo isto levou a revoltas internas que ficaram conhecidas como a Revolução Alemã.
A Alemanha assinou um armistício com os aliados em 11 de novembro de 1918. O acordo de armistício incluía um acordo para pagar “reparação pelos danos causados” aos países aliados.

### Danos aliados
A maioria das principais batalhas da guerra ocorreu na França e na Bélgica, com tanto o interior da França quanto o interior da Bélgica sendo fortemente marcados pelos combates. Além disso, em 1918, durante a retirada alemã, as tropas alemãs devastaram a região mais industrializada da França no nordeste (Bacia Mineira Nord-Pas de Calais), bem como a Bélgica. Grandes saques ocorreram enquanto as forças alemãs removiam todo material que podiam usar e destruíam o restante. Centenas de minas foram destruídas, assim como ferrovias, pontes e vilas inteiras. O primeiro-ministro francês, Georges Clemenceau, estava determinado, por estas razões, que qualquer paz justa exigiria que a Alemanha pagasse reparações pelos danos causados. Clemenceau via as reparações como uma forma de enfraquecer a Alemanha para garantir que nunca mais pudesse ameaçar a França. A sua posição foi partilhada pelo eleitorado francês. As reparações também seriam destinadas aos custos de reconstrução noutros países, incluindo a Bélgica, que também foram directamente afetados pela guerra. Apesar da pressão interna por um acordo severo, o primeiro-ministro britânico David Lloyd George opôs-se a reparações excessivas. Ele defendeu uma quantia menor, que seria menos prejudicial à economia alemã, com o objetivo de longo prazo de garantir que a Alemanha continuasse a ser uma potência económica viável e parceira comercial. Ele também argumentou que as reparações deveriam incluir pensões de guerra para veteranos incapacitados e subsídios para viúvas de guerra, o que reservaria uma parcela maior das reparações para o Império Britânico. Wilson opôs-se a estas posições e foi inflexível em que nenhuma indemnização deveria ser imposta à Alemanha.
Os danos na França e na Bélgica incluíram a demolição completa de mais de 300.000 casas na França ocupada pelos alemães, a retirada de máquinas de mais de 6.000 fábricas e a destruição da indústria têxtil em Lille e Sedan, a destruição de quase 2.000 cervejarias, a explosão de 112 poços de minas em Roubaix e Tourcoing, a inundação ou bloqueio de mais de 1.600 quilómetros de galerias de minas, a destruição de mais de 1.600 quilómetros de ferrovias, a queda de mais de 1.000 pontes, bem como o saque de igrejas. As requisições alemãs de animais de quintas impostas à população civil na França e na Bélgica ocupadas durante a guerra incluíam cerca de 500.000 cabeças de gado, aproximadamente 500.000 cabeças de ovelhas e mais de 300.000 cabeças de cavalos e burros. Na limpeza após a guerra, as autoridades francesas tiveram de remover mais de 300 milhões de metros de arame farpado e preencher mais de um quarto de mil milhões de metros cúbicos de trincheiras, com muitas terras agrícolas a tornarem-se essencialmente inúteis durante anos após a guerra devido a munições não detonadas e à contaminação por gás venenoso que continuou a vazar de cilindros de gás enterrados que tiveram de ser removidos.
As perdas aliadas de navios civis no mar devido à campanha de submarinos predominantemente alemães também foram severas, especialmente para a Grã-Bretanha. Quase 8 milhões de toneladas de navios civis britânicos foram afundados por submarinos alemães, com muitos tripulantes civis mortos. França, Itália e Estados Unidos da América perderam mais 2 milhões de toneladas de navios mercantes, novamente com pesadas perdas entre as tripulações. Outros 1,2 milhão de toneladas de navios neutros noruegueses, dinamarqueses e suecos também foram afundados. O naufrágio de cinco navios-hospitais britânicos também causou considerável amargura.

### Versalhes
A Conferência de Paz de Paris foi aberta em 18 de janeiro de 1919, com o objetivo de estabelecer uma paz duradoura entre as Potências Aliadas e Centrais. Exigir uma indemnização à parte derrotada era uma característica comum dos tratados de paz, incluindo o Tratado de Versalhes que a Alemanha impôs à França em 1871. Entretanto, os termos financeiros dos tratados assinados durante a conferência de paz foram rotulados como reparações para distingui-los dos acordos punitivos geralmente conhecidos como indemnizações. As reparações destinavam-se à reconstrução e à compensação das famílias que tinham ficado enlutadas pela guerra. O artigo de abertura da secção de reparação do Tratado de Versalhes, o Artigo 231, serviu de base jurídica para os artigos seguintes, que obrigavam a Alemanha a pagar uma indemnização e limitavam a responsabilidade alemã aos danos civis. O mesmo artigo, com o nome do signatário alterado, também foi incluído nos tratados assinados pelos aliados da Alemanha.

## Reação alemã

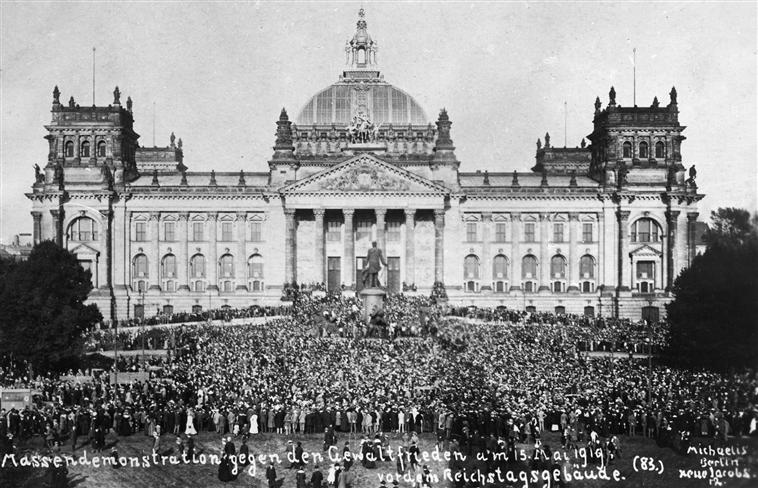
Manifestação contra o Tratado de Versalhes, em frente ao Reichstag.

Em Fevereiro de 1919, o Ministro dos Negócios Estrangeiros, Conde Ulrich von Brockdorff-Rantzau, informou a Assembleia Nacional de Weimar que a Alemanha teria de pagar reparações pela devastação causada pela guerra, mas não pagaria os custos reais da guerra. Após a elaboração do Tratado de Versalhes, em 7 de maio daquele ano, as delegações alemã e aliada reuniram-se e o tratado foi entregue para ser traduzido e para que uma resposta fosse emitida. Nesta reunião, Brockdorff-Rantzau declarou: "Sabemos a intensidade do ódio que nos cerca e ouvimos a demanda apaixonada dos vencedores de que, como vencidos, seremos obrigados a pagar e, como culpados, seremos punidos". No entanto, ele negou que a Alemanha fosse a única responsável pela guerra.
O artigo 231 do Tratado de Versalhes não foi traduzido corretamente. Em vez de afirmar "... A Alemanha aceita a responsabilidade da Alemanha e dos seus aliados por causarem todas as perdas e danos...", diz a edição do Governo Alemão, "A Alemanha admite que a Alemanha e os seus aliados, como autores da guerra, são responsáveis por todas as perdas e danos...". Isto resultou numa crença predominante de humilhação entre os alemães; o artigo foi visto como uma injustiça e havia uma opinião de que a Alemanha tinha assinado "a sua honra". Apesar da indignação pública, os funcionários do governo alemão estavam cientes de que "a posição da Alemanha sobre este assunto não era tão favorável quanto o governo imperial levou o público alemão a acreditar durante a guerra". Os políticos que procuravam simpatia internacional continuariam a usar o artigo pelo seu valor de propaganda, persuadindo muitos que não tinham lido os tratados de que o artigo implicava total culpa pela guerra. Os historiadores revisionistas alemães que mais tarde tentaram ignorar a validade da cláusula encontraram um público pronto entre os escritores revisionistas em França, Grã-Bretanha e EUA. O objetivo tanto dos políticos como dos historiadores era provar que a Alemanha não era a única culpada por causar a guerra; isto partia da ideia de que, se essa culpa pudesse ser refutada, a exigência legal de pagar reparações desapareceria.

## Evolução das reparações

### Exigências iniciais

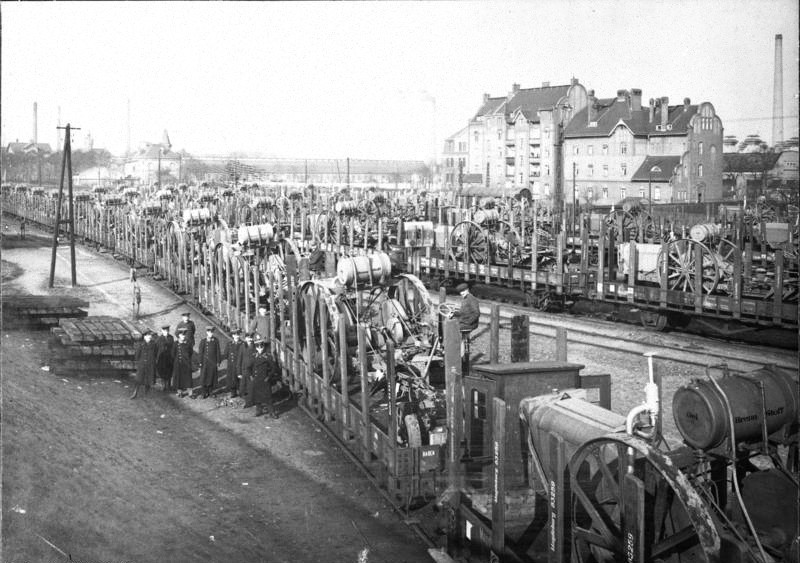
Comboios carregados de máquinas entregam a sua carga em 1920 como pagamento de reparação em espécie.

O Tratado de Versalhes declarou que uma Comissão de Reparação seria estabelecida em 1921. Esta comissão consideraria os recursos disponíveis para a Alemanha e a sua capacidade de pagamento, daria ao governo alemão a oportunidade de ser ouvido sobre o assunto e decidiria sobre o valor final da reparação que a Alemanha seria obrigada a pagar. Nesse ínterim, a Alemanha foi obrigada a pagar o equivalente a 20 mil milhões de marcos de ouro (US$5 mil milhões) em ouro, commodities, navios, títulos ou outras formas. O dinheiro seria usado para pagar os custos da ocupação aliada e para comprar alimentos e matérias-primas para a Alemanha. O artigo 121 do Tratado de Neuilly reconheceu que "os recursos da Bulgária não são suficientes para lhe permitir fazer uma reparação completa". Por conseguinte, o tratado exigia que a Bulgária pagasse uma quantia equivalente a 2.250 mil milhões de francos ouro em reparações.
Os tratados de Saint-Germain-en-Laye, Trianon e Sèvres reconheceram que a Áustria, a Hungria e a Turquia não tinham recursos para pagar reparações e atrasaram o estabelecimento de um valor final até que a Comissão de Reparação fosse criada. Além disso, a Bulgária foi obrigada a entregar milhares de cabeças de gado à Grécia, Roménia e ao Estado Sérvio-Croata-Esloveno "em restituição pelos animais levados pela Bulgária durante a guerra". Isto não seria creditado no valor da reparação. Da mesma forma, a Bulgária teve que enviar 50.000 toneladas de carvão por ano para o Estado sérvio-croata-esloveno em restituição pelas minas destruídas. Estas remessas não seriam creditadas no montante de reparação da Bulgária. Alemanha, Áustria e Hungria tinham compromissos de entregar madeira, minério e gado às Potências Aliadas. No entanto, seriam creditados por estes bens.
Em Janeiro de 1921, as Potências Aliadas ficaram impacientes e fixaram o montante da reparação em 226 mil milhões de marcos de ouro. Os alemães responderam com uma oferta de 30 mil milhões. Em 24 de abril de 1921, o Governo alemão escreveu ao Governo americano expressando a "sua prontidão em reconhecer, para fins de reparação, uma responsabilidade total de 50 mil milhões de marcos de ouro", mas também estava disposta "a pagar o equivalente a esta quantia em anuidades adaptadas à sua capacidade económica, totalizando 200 mil milhões de marcos de ouro". Além disso, o Governo alemão declarou que "para acelerar a redenção do equilíbrio" e "para combater a miséria e o ódio criados pela guerra", a Alemanha estava disposta a fornecer os recursos necessários e "a empreender ela própria a reconstrução de vilas, aldeias e povoados".